# Dubravka Brezak Stamać
Dubravka Brezak Stamać (Vinkovci, 22. rujna 1966.), hrvatska znanstvenica, književnica i političarka.

## Životopis
Dubravka Brezak Stamać rođena je 22. rujna 1966. u Vinkovcima gdje je završila osnovnu i srednju školu te školu za klasični balet. Diplomirala je na Filozofskom fakultetu Sveučilišta u Zagrebu na Katedri za stariju hrvatsku književnost.  
Doktorica je znanosti, područje humanistika, filologija, smjer komparativna književnost.   
Područje znanstvenoga interesa ponajprije je hrvatska renesansna književnost te komparatističke veze hrvatske književnosti, jezika i kulture u kontekstu europske renesanse. Arhivski je istraživala povijest hrvatskoga školstva na primjerima poučavanje hrvatskoga jezika u nastavi 19. stoljeća. 
Zaposlena je kao profesorica hrvatskoga jezika u prirodoslovno-matematičkoj gimnaziji,  XV. gimnazija u Zagrebu. U suradnji s Katedrom za metodiku hrvatskoga jezika i književnosti Filozofskog fakulteta Sveučilišta u Zagrebu radila je u izobrazbi studenata u okviru kolegija Metodika hrvatskoga jezika i književnosti.   
Književnica je, članica Društva hrvatskih književnika, Matice hrvatske te suradnica Znanstvenoga vijeća za obrazovanje i školstvo HAZU-a.

## Književni rad
Autorica je više knjiga kojima je priredila izbor i iz opsežnoga pjesničkoga i dramskog opusa dubrovačkoga renesansnog pjesnika Mavra Vetranovića,  te ga popratila književno-znanstvenim studijama kojima se tumači kasno srednjovjekovno dubrovačko kazalište, od pastorala i mitoloških drama do crkvenih prikazanja.  
Autorica je prve cjelovite znanstvene knjige o tipičnom renesansnom žanru kojim komuniciraju hrvatski pjesnici, o pjesničkim poslanicama, pismima u stihu.
Arhivski je istraživala povijest hrvatskoga školstva u nastavi hrvatskoga jezika u 19. stoljeću.

## Nagrade
- Godišnja nagrada Grada Zagreba za 2016., 30. 5. 2017.
- nagrada Ivan Filipović za znanstveni i stručni rad za 2016., 7.12.2017.
- Odlukom Predsjednice Republike Hrvatske odlikovana Redom hrvatskog pletera, 11.6.2018.

## Djela

### Knjige
- Mavro Vetranović Čavčić, Izabrani stihovi, 1994.
- Starohrvatske književne teme, 1997.
- Mavro Vetranović, Izbor iz djela, 1999.
- Dramsko djelo Mavra Vetranovića, 2005.
- Mavro Vetranović, Pjesnička i dramska djela, Stoljeća hrvatske književnosti, 2016.
- Pisma iz renesanse, Poetika poslanice u stihu u hrvatskoj književnosti 15. i 16. stoljeća, 2016.

### Poglavlja u knjizi
- Marin Držić, Novela od Stanca, Dundo Maroje,  Skup, Tirena, metodička obrada drama, 2006.
- Ante Kovačić, U registraturi, metodička obrada romana, 2006.

### Rasprave (izbor)
- Gornjogradska gimnazija i njeni profesori filolozi, „Forum“, br. 1-3, 2006.
- Dramski misterij muke u Budvanskoj pjesmarici, „Forum“, br. 1-3, HAZU, 2007.
- O poučavanju i odgoju djevojaka u prvoj polovici XIX. stoljeća, „Kolo“, br. 3, 2007.
- Zoranićev književni perivoj, „Republika“, br. 1, DHK, 2009.
- Književno-povijesni pregled poslanica u stihu i prozi u povijesti europskoga pjesništva od antike do renesanse, Croatica et Slavica Jadertina, Sveučilište u Zadru, 2012.
- Matošev herbarij, „Republika“, br.12., 2014.
- Poslanice u stihu – svjedočanstvo dramatičnoga opstanka, (Prodori Osmanlija u hrvatske krajeve), Hrvatska revija, 2015.

### Prikazi (izbor)
- Osman, dvadeseti put, „Vjesnik“, 1991.
- Unique Triptych, "The Bridge", DHK, 2005.
- Ana Katarina Zrinski, „Republika“, br. 3., DHK, 2006.
- Čitano slobodom laika i solidarnošću čovjeka, „Republika“, br. 2., 2016.

### Eseji (izbor)
- Blistavo obnovljena Kozarčeva kuća, „Vijenac“, br. 537., 2014.
- Kurikularna reforma – Kakvu školu trebamo? 25 godina bez odgovora, Jutarnji list, 2016.

## Vanjske poveznice
- http://dhk.hr/clanovi-drustva/detaljnije/dubravka-brezak-stamac  Arhivirana inačica izvorne stranice od 15. travnja 2017. (Wayback Machine)
- https://www.mioc.hr/wp/